# 分裂酵母
分裂酵母 (ぶんれつこうぼ) は子嚢菌に属する二分裂によって増殖する酵母の総称。分類学上は、シゾサッカロミケス属(Schizosaccharomyces)に対応し、本属のみをもってシゾサッカロミケス科、シゾサッカロミケス目、シゾサッカロミケス綱を構成する。学名のうちSchizo-が「分裂」を意味する。

## 系統
出芽酵母とは4.5億〜5億年前に分化したと考えられ、これは分裂酵母と動物との違いに比べられるほど大きな差と言われる。

## 分類
2010年時点で4種から構成されている。
- S. cryophilus
- S. japonicus (syn. Hasegawaea japonicus)
- S. octosporus (syn. Octosporomyces octosporus)
- S. pombe

## Schizosaccharomyces pombe
1893年に P. Lindner によって東アフリカのミレットビール（雑穀を原料とした醸造酒）から単離された最初の分裂酵母。pombe（ポンベ）はスワヒリ語でシコクビエなどの雑穀を用いて作られた伝統的なビールの意。
通常一倍体で生活し環境条件等によって接合、減数分裂、胞子形成を行う。倍化時間 (doubling time) は約3時間。
一倍体は長さ13 μm、直径3 μm程度、二倍体はそれぞれ長さ22μm、直径4 μm程度の筒状の形をし、その中央に核を持つ。DNA染色を行った細胞では偏った核小体のため核が三日月型に観察できることがあり、これは間期を区別する特徴として使われる。三本の染色体を持ち、第一染色体のサイズは5.58 Mb、第二染色体のサイズは4.54 Mb、第三染色体のサイズは2.45 Mbである。これら常染色体とは別にミトコンドリアDNAが存在し、そのサイズは0.02 Mb である。
2002年真核生物としては6番目になるゲノム配列決定が行われた。4割の遺伝子がイントロンを持つことや、タンパク質のアミノ酸配列のヒトとの類似度も出芽酵母より高いことなどから、出芽酵母よりヒトに近いモデル生物とされることもある。また、この生物を材料として細胞周期の理解が大きく前進した。